# Тропрсти галеб
Тропрсти галеб (лат. Rissa tridactyla) је врста морске птице из породице галебова (Laridae). Ову врсту је први описао Карл фон Лине у свом значајном десетом издању "Systema Naturae" из 1758. године као Larus tridactylus. Енглеско име је изведено из његовог оглашавања 'kittee-wa-aaake, kitte-wa-aaake'. У Северној Америци, ова врста је позната као тропртси галеб да би се разликовала од црвеноногог тропрстог галеба, али у Европи, где је једини члан рода, често је позната само као тропрсти галеб.

## Таксономија
Тропрстог галеба је формално описао шведски природњак Карл фон Лине 1758. године у десетом издању своје дела „Systema Naturae“. Сврстао је галебове у род Larus и сковао биномско име Larus tridactylus . Карл фон Лине је одредио типску локацију као северну Европу, али је то ограничено на Велику Британију. Тропрсти галеб се сада сврстава заједно са црвеноногим тропрстим галебом у род Rissa, који је 1826. године увео енглески природњак Џејмс Стивенс. Име рода потиче од исландске речи „рита“ за тропрстог галеба. Специфична tridactyla потиче од старогрчке речи tridaktulos, што значи „тропрсти“. Енглеско име "kittiwake" је изведено из његовог оглашавања, пискавог "ittee-wa-aaake, kitte-wa-aaake". 

### Подврсте
Препознате су две подврсте. Они су наведени у наставку заједно са њиховим подручјима за гнежђење.
- Rissa tridactyla tridactyla (Linnaeus, 1758): Северни Атлантски океан, од високог Арктика до умерених обала, на Гренланду, Исланду, западној и северозападној Европи, Свалбарду и северозападним Новосибирским острвима, канадском високом Арктику (североисточна Канада), заливу Сент Лоренс и Њуфаундленду (југоисточна Канада). Јединствен међу породицом Laridae по томе што има само веома мали или чак никакав задњи прст.
- Rissa tridactyla pollicaris (Ridgway, 1884): Северни Тихи океан, од високих арктичких до умерених северних обала, од североисточних Новосибирских острва до Сахалина, полуострва Камчатка, Курилских и Командорских острва (источна Русија), Алеутских острва и острва Беринговог мора, и западног и југозападног копна Аљаске. Задњи прст (као што и сам назив pollex, што значи палац, сугерише) је присутан.

Осим задњег прста, две подврсте су готово идентичне, Rissa tridactyla pollicaris је генерално нешто већа од Rissa tridactyla tridactyla.

## Распрострањеност и станиште
Тропрсти галеб је приобална птица арктичких до субарктичких региона света. Може се наћи дуж целе северне обале Атлантика, од Канаде до Гренланда, као и на пацифичкој страни од Аљаске до обале Сибира. Ареал зимовања тропрстог галеба протеже се даље на југ од реке Сен Лорен до јужне обале Њу Џерзија, као и у Кини, Саргашком мору и код обале западне Африке. Постоје две подврсте тропрстог галеба. Rissa tridactyla tridactyla се може наћи на атлантској обали, док се Rissa tridactyla tridactyla налази на пацифичкој обали.
Од свих галебова, тропрсти галебови су најпелагичнији, осим можда ласторепог галеба. Тропрсти галебови се готово искључиво налазе на мору, са изузетком периода гнежђења, од маја до септембра, где се могу наћи како се гнезде на најстрмијим морским литицама. Ретко се налазе у унутрашњости, мада се повремене луталице могу појавити далеко у унутрашњости, чак и у централној Азији, далеко преко хиљаду км од мора. Остатак године, јтропрсти галебови проводе већину времена у лету, ван видокруга са обале.

## Опис

### Гнездеће перје
Одрасла јединка има 37-41 цм у дужини, са распоном крила од 91-105 цм и телесном масом од 305-525 гр. Има белу главу и тело, сива леђа, сива крила са црним врховима, црне ноге и жути кљун. Појединачне јединке имају ружичасто-сиве до црвенкасте ноге, што изазива забуну са црвеноногим тропрстим галебовима. Унутрашњост њихових уста је такође карактеристична одлика ове врсте због своје богате црвене боје. Таква црвена пигментација је последица каротеноидних пигмената и витамина А које морају да унесу путем исхране. Студије показују да је ова боја повезана са репродуктивним успехом мужјака. Ова хипотеза би објаснила понашање парова који се поздрављају отварањем уста и показивањем својих светлих уста партнеру док се оглашавају. Као што им латинско име сугерише, поседују само три прста јер им је задњи прст или изузетно редукован или потпуно одсутан. Зими, врста добија тамносиву мрљу иза ока и сиву оковратницу на задњем врату. Кљун такође добија тамномаслинасту боју.
Тропрсти галебови су слични већини осталих галебова по начину митарења, са једним потпуним и једним делимичним митарењем сваке године. Потпуно митарење од летњег до зимског перја је, међутим, веома дуготрајно, почиње већ крајем маја или јуна и наставља се током лета док се не заврши до октобра, или ретко чак до краја године. Затим, у рано пролеће, долази до делимичног митарења (перје на глави и телу, али не и на крилима или репу) од зимског до летњег перја од марта до почетка априла.

### Младунци
Приликом перјања, младунци се разликују од одраслих по томе што имају црну „W“ траку дуж целе дужине крила и беље секундарно и примарно перје иза црног „W“ слова, црну оковратницу на задњем делу врата и црну завршну траку на репу. Такође се могу препознати по свом црном кљуну. Ово перје је перје године излегања и остаће им само током прве године. Тропрсти галебови добијају своје зрело перје са 4 године, али ће постепено мењати своје перје младунаца током времена док не достигну зрелост. Младунац у другој години живота подсећа на младунца који се излегао по питању перја, мада кљун више није потпуно црн већ зеленкасте боје. Црна ознака на покровном перју и репу је и даље видљива. Црна ознака ће се митарити тек током треће године, када црна боја више није присутна на покровном перју, али сива мрља на глави остаје. Птица треће године ће такође показати малу зону јарко жуте/наранџасте боје у основи свог углавном зеленкастог кљуна. Тек са четири године кљун достиже јарко жуту боју и комплетира своје гнездеће перје.
Стари рибарски назив „кастрански камен“ за младетропрсте галебове се и даље повремено користи.
| Стандардне мере | Стандардне мере |
| --------------- | --------------- |
| дужина          | 410-460 мм      |
| тежина          | 400 гр          |
| распон крила    | 910 мм          |
| крило           | 295-322 мм      |
| реп             | 124-136 мм      |
| горњи део кљуна | 33-39 мм        |
| ноге            | 32-36 мм        |

### Оглашавање
Тропрсти галеб је добио енглеско име по свом оглашавању који подсећа на дугачак звук „kit-ti-wake“. Поред свог типичног оглашавања, тропрсти галебови имају широк спектар оглашавања. Њихов поздравно оглашавање користе парови када се састану у гнезду након одсуства једног или оба члана. Пре и током парења, женка ће се често оглашавати испуштајући низ кратких високих „цвиљења“. Овај зов женка такође користи да би тражила храну од мужјака (удварање, храњење). Када су предатори у близини, звук алармирања тропрстог галеба, „ох ох ох ох“, чуће се широм колоније. Тропрсти галеб ће се оглашавати цео дан из разних разлога и престаће тек када сунце зађе.

### Сличне врсте
Црвеноноги тропски галеб је једина друга врста у роду Rissa и може се разликовати од свог пандана по црвеним ногама, као што и само име сугерише. Глава црвеноногог тропрстог галеба је нешто мања и има краћи кљун. Птићи пацифичко тропрстог и црвеноногог тропрстог галеба не могу се разликовати током њихове најмлађе фазе.
Младунци тропрстог галеба могу се помешати са младим малим галебом и младим и одраслим ласторепим галебом, иако перје тропрстих галебова има шире црно „W“ на крилима, примарним перима и другачији узорак који се протеже преко покровног перја.

## Понашање и екологија

### Лет
Тропрсти галебови су познати по свом грациозном лету. За разлику од већих галебова, њихов лет је лаган, а крила ударају брзим потезима. Када се посматрају како лете по колонији, тропрсти галебови често изгледају као да се играју на ветру својим окретним заокретима и петљама. Морски галебови су веома друштвене птице и стога се ретко виђају како лете саме далеко од колоније.

### Размножавање
То је птица која се гнезди у приобалним деловима северног Пацифика и северног Атлантика, а најчешће се налази у Северној Америци и Европи. Тропрсти галебови се колонијално гнезде и формирају моногамне парове и показују двородитељску бригу, што значи да обоје учествују у изградњи гнезда, инкубацији и одгајању птића. Обично се гнезде у великом броју на литицама поред мора. Гнезде се у великим колонијама на литицама и веома су бучни на гнеждилишту. Гнежђење галебова на литицама јавља се само код врсте Rissa, а тропрсти галеб је способан да користи најстрмије вертикалне литице, што је очигледно на њиховим местима за гнежђење на острву Стејпл у спољним Фарнским острвима.
Тропрсти галебови су традиционално преферирали гнежђење на природним литицама и избочинама, а историјски је забележено мало случајева гнежђења галебова на вештачким структурама. Прво гнежђење на зградама на реци Тајн у Нортамберленду, у Великој Британији, почело је 1949. године у Норт Шилдсу, а затим су се колонизовале даље узводно, са гнежђењем на зградама у центру Њукасла на Тајну и Гејтсхеду од раних 1960-их; до 2020. године, 1.639 парова се гнездило на зградама дуж Тајна (од чега 879 парова на култном мосту Тајн у срцу Њукасла), са најудаљенијим унутрашњим гнездом 17 км узводно од мора. Последњих година, неке су се чак успешно гнездиле на врху уличних светала на кеју у Њукаслу. Промена у понашању приликом гнежђења је такође примећена у приобалним подручјима северне Норвешке.

#### Гнежђење
Парови тропрстих галебова учествују у изградњи гнезда у које ће женка положити јаја. Сезона парења почиње обнављањем гнезда крајем марта или почетком априла, а полагањем јаја од краја априла, и обично се завршава у августу.
Изградња гнезда како би се дочекала њихова крхка јаја је напоран задатак и захтева време и енергију. Родитељи почињу са слојем блата и траве како би формирали платформу која ће ублажити и помоћи у изолацији јаја од хладног тла. Затим се око платформе прави чаша како би се спречило да јаја испадну из гнезда. Коначно, гнездо је обложено меким и сувим материјалом као што су маховина, трава или морске алге. Гнездо се учвршћује континуираним гажењем материјала од стране пара. Током овог периода, мужјак ће се удварати хранећи женку на месту где се гнезди. Разлози за овакво понашање нису у потпуности схваћени, али је изнето много хипотеза које објашњавају овај феномен. Хипотезе попут „хипотезе о исхрани“ и „хипотезе о побољшању копулације“ показале су да је ово понашање еволуирало или природном или сексуалном селекцијом.

#### Јаја и инкубација
Тропрсти галебови имају једно легло, што значи да се пар размножава само једном годишње. Формирање јаја код женке обично траје око 15 дана, а нормална величина легла јаја креће се од једног до два субелиптична јаја, мада легло са три јаја није немогуће. Женка ће полагати јаја наизменичним данима. Боја јајета је променљива, од беле, смеђе до тиркизне са тамносмеђим мрљама. Када се јаја положе, родитељи ће се смењивати и инкубирати јаја у просеку 27 дана. У случају губитка јајета, женка може поново положити јаје у року од 15 дана након губитка.

#### Одгајање птића
Птићи су се обично излегли кроз већи крај јајета користећи свој јајни зуб. Зуб из јајета обично нестаје седам дана након излегања. Алфа и бета пилићи се обично излегу у размаку од 1 до 3 дана. Тропрсти галебови се рађају полупоткрушци. Паперјасти младунци тропрстих галебова су бели, јер им није потребна камуфлажа од предатора и не лутају од гнезда попут галебова Larus из очигледних безбедносних разлога. Без обзира на предаторство, пилићи су најрањивији у првој недељи због немогућности правилне терморегулације током тог периода. Птићи тропрстог галеба такође показују сиблицид, што значи да прворођени птић може убити свог брата или сестру како би избегло конкуренцију за храну од стране родитеља. Ако дође до сиблицида, највероватније ће се догодити у првих 10 дана живота мањег пилета, у већини случајева последњег рођеног.
Паперје птића почиње да се замењује перјем само пет дана након излегања и то ће наставити око 30 дана, све док се перје младунаца не заврши. Убрзо након завршетка развоја перја, птићи ће имати свој први лет у доби од 34–58 дана. Птићи ће се враћати у гнездо неколико недеља након излегања и на крају ће пратити одрасле јединке на мору где проводе зиму. Тропрсти галебови достижу полну зрелост око 4-5 година старости.

### Исхрана и храњење
Тропрсти галебови су првенствено пелагичне птице које се хране рибом. Њихов главни извор хране је риба, мада није неочекивано да се у њиховој исхрани нађу и бескичмењаци попут копепода, полихета и лигњи, посебно када је рибу теже пронаћи. Због свог широког спектра, исхрана тропрстог галеба је прилично променљива. У Аљаском заливу, њихова исхрана се обично састоји од пацифичког капелана, пацифичке харинге, пацифичке пешчане рибе и још много тога. Морски галебови на обали Уједињеног Краљевства, у Европи, углавном се ослањају на пешчане јегуље. Године 2004, популација тропрстих галебова на Шетландским острвима, заједно са популацијом морских њорки (guillemot) и чигри, потпуно је престала да се успешно размножава због пада популације пешчаних јегуља. Као и већина галебова, тропрсти галебови се хране на површини воде где имају тенденцију да ухвате свој плен док су у лету или док седе на води. Током зиме, тропрсти галебови проводе сво време на мору где траже храну. За разлику од неких врста галебова, они не траже отпад на депонијама.
Стил храњења тропрстих галебова се често упоређује са стратегијом храњења чигри због њиховог честог лебдења и брзог зарањања главе на површини воде. Случајеви да тропрсти галебови прате китове су такође чести јер имају користи од комадића рибе које избацују ови огромни морски сисари. Рибари и комерцијални рибарски бродови су такође чести сведоци великих група тропрстих галебова, често помешаних са другим врстама галебова и чигри, које лебде око свог брода како би искористиле остатке које одбацују своје отпадне воде или бацају у море.
Мало је студија које се фокусирају на њихове потребе за водом, мада изгледа да више воле слану воду него слатку.
Познато је да тропрсти галебови у заточеништву одбијају слатку воду, али радо пију слану воду.

## Однос са људима
Тропрсти галебови се често сусрећу са рибарским бродовима у северним регионима. Њихова исхрана се састоји готово искључиво од рибе, па рибари теже да траже велика јата морских птица јер су оне често знак обиља рибе. С друге стране, тропрсти галебови и друге морске птице се задржавају око рибарских чамаца или платформи како би сакупљали остатке хране или рибу која је можда остала напољу. Због пелагичног начина живота тропрстих галебова, оне ретко комуницирају са људима на копну, осим повременог виђања близу обале океана.
У Новој Енглеској, тропрсти галеб се често назива „зимски галеб“, јер његов долазак често сигнализира људима да долази зима.
Град Тромсе, заједно са другим градовима на крајњем северу Норвешке, доживео је значајан пораст броја тропрстих галебова које бирају да користе градске структуре као места за гнежђење. Овај пораст популација које се гнезде у градским подручјима довео је до повећања броја парова са 13 у 2017. години на преко 380 у 2022. години. Истраживачи повезују да су ове климатске промене довеле до неуспеха у размножавању, заједно са одсуством природних предатора у граду, што је галебовима обезбедило безбедније окружење за размножавање и одгајање младих.. Растућа популација галебова који се гнезде створила је изазове, јер галебови производе измет који мирише на амонијак, мењајући боју зграда и улица, као и буку коју ствара њихово стално оглашавање.
Да би се решили ови изазови, у Тромсеу су спроведене иновативне мере. Једна таква иницијатива укључује успостављање „Хотела за тропрсте галебове“, вештачких структура на литицама за птице изграђених како би се подстакло гнежђење птица даље од градских фасада. Хотели су, заједно са мерама ублажавања које спречавају гнежђење на градским структурама, имали успеха у привлачењу тропрстих галебова без негативног утицаја на размножавање.

## Статус

### Трендови популације
Од 1970-их, верује се да је глобална популација тропрстих галебова опала за око 40% за само три генерације (једна генерација у просеку траје 12,9 година), што врсту ставља у опасну ситуацију за будућност. Глобална популација се процењује на 14.600.000-15.700.000 јединки и у сталном је опадању. Појединачна распрострањеносттропрстих галебова широм света прилично варира, при чему Европа представља више од 50% светске популације тропрстих галебова, а Северна Америка само 20%. У својој недавној процени врста, Црвена листа IUCN-а је истакла да су све популације тропрстих галебова осим једне у опадању, са изузетком мале канадске арктичке популације која изгледа расте по стопи од 1% годишње. У последњем извештају Црвене листе IUCN-а из 2017. године, врста је премештена са статуса „најмање угрожени таксон“ на статус „рањиве“ на глобалном нивоу.

### Претње

#### Риболов
Пошто су тропрсти галебови специјалисти за рибу и имају тенденцију да се ослањају на ову врсту плена, њихов репродуктивни успех у великој мери зависи од доступности рибе. Познато је да комерцијални риболов има много директних и индиректних утицаја на екосистем који га окружује. Директни утицаји на саме врсте риба су добро познати, али присуство риболова такође има низ утицаја на морске предаторе који не зависе само од уловљених врста већ и од врста „прилова“. Познато је да уловљене врсте рибе, попут пешчане јегуље, једног од главних извора хране за тропрсте галебове у Европи, имају огроман утицај на репродуктивни успех локалних популација тропрстих галебова и других морских птица. Дугорочно истраживање утицаја доступности хране на тропрсте галебове у Аљаском заливу показало је директну корелацију између доступности хране и репродуктивног успеха, користећи експеримент са допунским храњењем. Морске птице такође могу бити директна жртва риболова. Њихова склоност да се мотају око њих у нади да ће добити добар оброк може довести до заплитања у риболовачку опрему, што често резултира смрћу утапањем.

#### Глобално загревање
Са глобалним загревањем, пораст температуре океана постаје озбиљна брига, утичући не само на морску флору и фауну већ и на врсте које експлоатишу морску средину. Тропрсти галеб је изузетно осетљив на варијације у залихама хране. Такве варијације могу бити последица прекомерне експлоатације, као што је горе поменуто, али могу бити и последица варијација у температури површине мора. Са порастом температуре површине мора, многе рибе, попут пешчаних јегуља, негативно су погођене. Студије показују да су популације пешчаних јегуља и многих копепода негативно погођене повећањем температуре површине мора. Такав ефекат на морске врсте може имати огроман утицај на размножавање тропрстих галебова који се хране готово искључиво пелагичним рибама, што храну чини оскуднијом у време високих енергетских потреба.

### План заштите
Још увек не постоје глобални планови заштите тропрстих галебова, иако се врста пажљиво прати због промена популационих трендова. Тренутно не постоје међународни закони који се односе на ову врсту. Међутим, тропрсти галеб је заштићен Законом о уговору о птицама селицама из 1918. године који су ратификовале САД, Канада, Мексико, Русија и Јапан. Као и за многе врсте галебова, тропрсти галеб није врста од посебног интереса за јавност, стога не постоје едукативни планови који би информисали и едуковали људе о овој врсти.

## Галерија
- У лету, Хелиголанд, Немачка
- У Сјуарду, на Аљасци
- Колонија на Свалбарду
- Прогоњен од стране краткорепог поморника на Свалбарду
- На норвешком птичјем острву Рунде
- У Рундеу
- Младунац (Исланд)
- Композитни ИД
- Хватање јединки ради обележавања

## Спољнашње везе
- Медији везани за чланак Тропрсти галеб на Викимедијиној остави
- Rissa tridactyla на BirdLife.org (језик: енглески)
- „Rissa tridactyla”. Avibase.
- „Тропрсти галеб”. Internet Bird Collection.
- Тропрсти галеб фото галерија на VIREO (Drexel University)
- Интерактивна мапа на IUCN Red List maps
- Тропрсти галеб - Rissa tridactyla - USGS Patuxent Bird Identification InfoCenter
- Аудио запис на Xeno-canto.
- Тропрсти галеб media at ARKive